# 埃貝爾河
埃貝爾河（英語：River Hebert）是一條完全位於加拿大新斯科細亞省坎伯蘭縣的細小感潮河道，該條河道最終會流入同樣位於新斯科細亞省的坎伯蘭盆地。根據該省2011年的估計，一共有9092人生活在「麥凱恩/凱里/埃貝爾河」流域。